# مرجان سرخ

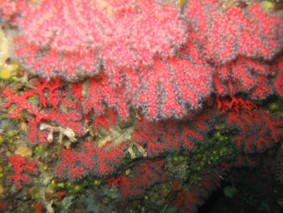
نمایی از مرجان قرمز

مرجان سرخ (نام علمی: Corallium) نمونه‌ای از مرجان‌های هشت‌شاخکی است که دارای پایهٔ آهکی قرمز یا گلی‌رنگ است. این مرجان سازواره‌های بزرگی در اعماق بین ۶۰ تا ۱۵۰ متری دریا به وجود می‌آورد. از پایه‌های این گونه مرجان در جواهرسازی استفاده می‌شود و به همین دلیل سالانه مقادیر زیادی از این قسم مرجان در دریای سرخ و دریای مدیترانه صید می‌شود.

## کالبدشناسی
همانند دیگر آلکیوناسه‌ها، مرجان‌های قرمز به شکل بوته‌های کوچک بدون برگ هستند و تا ارتفاع یک متر می‌رسند. اسکلت ارزشمند آنها از اسپیکول‌های کربنات کلسیم سخت تشکیل شده است که به دلیل وجود رنگدانه‌های کاروتنوئیدی، به رنگ‌های قرمز متفاوت رنگ شده‌اند. در نمونه‌های زنده، شاخه‌های اسکلتی با پوششی نرم به رنگ قرمز روشن پوشیده شده‌اند که از آنها پلیپ‌های سفید بی‌شماری بیرون می‌آیند. پلیپ‌ها دارای تقارن شعاعی هشت‌پره‌ای هستند.

## به‌عنوان گوهر
مرجان قرمز روشن به عنوان یک گوهر ارزشمند است. اسکلت سخت شاخه‌های مرجان قرمز به طور طبیعی مات است، اما می‌توان آن را تا درخشندگی شیشه‌ای پرداخت کرد. دامنه رنگ‌های گرم قرمز-صورتی آن از صورتی کمرنگ تا قرمز تیره متغیر است؛ واژه مرجان نیز برای نامگذاری این رنگ‌ها استفاده می‌شود. به دلیل رنگ شدید و پایدار و درخشندگی، اسکلت‌های گوهری مرجان از زمان‌های باستان برای استفاده تزئینی جمع‌آوری شده‌اند. جواهرات مرجانی در دفن‌های مصر باستان و اروپای پیشاتاریخی یافت شده‌اند، و تا به امروز ساخته می‌شوند. این جواهرات در عصر ویکتوریایی به ویژه محبوب بودند.

## در فرهنگ
منشاء مرجان‌ها در اساطیر یونان با داستان پرسئوس توضیح داده شده است. هنگامی که پرسئوس سر مدوزا را در کنار رودخانه قرار داد تا دستانش را بشوید، کتوس، هیولای دریایی که آندرومده را تهدید می‌کرد، به سنگ تبدیل شد. وقتی سر مدوزا را بیرون آورد، مشاهده کرد که خون او جلبک‌ها (در برخی نسخه‌ها نی) را به مرجان قرمز تبدیل کرده است. بنابراین، واژه یونانی که به مرجان اشاره دارد، ""گرگیا"" است، زیرا مدوزا یکی از سه گورگون بود.
پوزئیدون در قصری ساخته شده از مرجان و جواهرات زندگی می‌کرد، و هفستوس برای اولین بار کار خود را از مرجان ساخته بود.
رومیان معتقد بودند که مرجان می‌تواند کودکان را از آسیب محافظت کند، همچنین زخم‌های ناشی از مار و عقرب را درمان کند و با تغییر رنگ بیماری‌ها را تشخیص دهد.